# Borstenkiefern-Chronologie
Die Borstenkiefern-Chronologie (englisch Bristlecone pine chronology) anhand der Baumringe Langlebiger Kiefern (engl. Bristlecone pines) galt lange als die zuverlässigste Zeitreihe dendrochronologischer  Untersuchungen und wird für die Kalibrierung der Radiokohlenstoffmethode verwendet. Sie reicht lückenlos etwa 9.000 Jahre zurück. Seit den 1980er Jahren ist die Belfast-Chronologie an ihre Seite getreten.
Die Langlebige Kiefer (Pinus longaeva) galt noch bis etwa 1970 als Unterart der Grannen-Kiefer (auch: Borstenkiefer) (Pinus aristata). Etwa 20 über 4.000 Jahre alte Exemplare wachsen in großer Höhe im Schulman Grove in den White Mountains in Kalifornien. Zu den ältesten bekannten Exemplaren gehören „Methuselah“ mit einem Alter von etwa 4.767 Jahren. Ein 1964 gefälltes, „Prometheus“ genanntes Exemplar ergab nach Auszählung der Baumringe ein Alter von 4.950 Jahren. 2012 wurde ein neuer Rekordhalter bekannt, der auf ein Alter von 5.062 Jahren, umgerechnet auf das Jahr 2012, datiert wurde.
Forscher (Ferguson 1969, LaMarche 1974 und andere) des Laboratory of Tree-Ring Research an der University of Arizona erstellten aus Baumproben dieser Baumart eine der längsten und zuverlässigsten Referenzchronologien. Das hohe Alter der Bäume ergibt entsprechend lange Ringfolgen und durch die damit erreichbare große Überlappung der einzelnen Ringfolgen eine sehr hohe Zuverlässigkeit.
Zusätzlich kommt der Dendrochronologie entgegen, dass das Holz dieser Kiefernart sehr widerstandsfähig gegen Verrottung ist und selbst nach Absterben des Baumes Jahrtausende relativ folgenlos übersteht. Ein weiterer Vorteil ist, dass bei diesen Kiefern die Bildung von Doppelringen in einem Jahr nur sehr selten vorkommt und, falls doch, dies für den erfahrenen Dendrochronologen einfach zu erkennen ist. Allerdings setzen die Bäume die Bildung von Jahresringen manchmal aus, was bis zu 5 %, in extremen Lagen sogar mehr als 10 % der Ringe ausmachen kann.
Die ersten Kalibrationskurven für die Radiokohlenstoffdatierung basierten auf der Borstenkiefern-Chronologie. Die durchschnittliche Ringbreite der Langlebigen Kiefern ist aber nur sehr dünn (im Bereich von Zehntel Millimeter), womit nur wenig Material pro Ring für die Radiokohlenstoffdatierung zur Verfügung steht. Deswegen basieren die heutigen Radiokohlenstoff-Kalibrationkurven auf Chronologien anderer Baumarten mit breiteren Ringen, insbesondere dem Hohenheimer Jahrringkalender.
Die Reihen sind von einem Forscherteam (Michael Mann, Raymond Bradley und Malcolm Hughes) für die Klimadiskussion verwendet worden, die Argumentation wurde jedoch von anderen Wissenschaftlern (McIntyre und McKitrick) hinsichtlich der Datenauswahl und -interpretation stark kritisiert.